# Bertil Rasmuson
Svante Bertil Rasmuson, född 1 september 1919 i Stockholm, död 28 januari 2002 i Umeå stadsförsamling, var en svensk genetiker och professor.
Efter studentexamen 1940 vid Norra Real i Stockholm studerade Rasmuson naturvetenskapliga ämnen vid Stockholms högskola, där han blev filosofie kandidat 1944 och filosofie licentiat 1947 samt disputerade 1955 för filosofie doktorsgrad. Doktorsavhandlingen utredde eterkänslighet hos bananflugor och ledde till mångårigt samarbete med toxikologer vid Försvarets forskningsanstalt rörande nervgaser. Åren 1955–1961 var Rasmuson docent vid Lantbrukshögskolan. Åren 1961–1964 verkade han som universitetslektor vid Uppsala universitet och 1965–1966 som forskare vid Statens naturvetenskapliga forskningsråd. År 1967 blev han professor i genetik vid Umeå universitet och blev emeritus 1985. År 1977 var han gästforskare vid California Institute of Technology.
Rasmuson var son till grosshandlaren Svante Rasmuson och Anna Richson samt dotterson till Carl Richson. Från 1945 var han gift med genetikern Marianne Rasmuson. Bland makarnas sex barn märks professor Torgny Rasmuson, professor Åsa Rasmuson-Lestander och Svante Rasmuson.